# Ross Corrigan
Ross Corrigan (4 de enero de 1999) es un deportista irlandés que compite en remo. Ganó una medalla de bronce en el Campeonato Mundial de Remo de 2023, en la prueba de dos sin timonel.

## Palmarés internacional
| Campeonato Mundial | Campeonato Mundial | Campeonato Mundial | Campeonato Mundial |
| Año                | Lugar              | Medalla            | Prueba             |
| ------------------ | ------------------ | ------------------ | ------------------ |
| 2023               | Belgrado (Serbia)  | Medalla de bronce  | Dos sin timonel    |